# Polebrnjak
Polebrnjak je nenaseljeni otok u Jadranskom moru, oko 3 km zapadno od Maslinice na otoku Šolti. 
Površina otočića je 0,062 km². Dužina obalnog pojasa je 946 m. Najviši vrh je visok 20 m.